# China Forbes
China Forbes (wym. [ˈtʃaɪ.nə ]ⓘ [fɔrbz ] ur. 29 kwietnia 1970 w Cambridge) – amerykańska piosenkarka i autorka tekstów, od 1995 jest główną wokalistką zespołu Pink Martini.

## Życiorys
China Forbes urodziła się i wychowała w Cambridge w stanie Massachusetts w USA.
Jej ojciec (Donald Cameron Forbes) był pochodzenia francusko-szkockiego, a matka (Peggy, z domu Woodford) Afroamerykanką.
Szkołę średnią Phillips Exeter Academy ukończyła w 1988. Na Uniwersytecie Harvarda studiowała sztuki wizualne. W czasie studiów, w 1991, zdobyła nagrodę Jonathana Levy’ego za aktorstwo. Studia ukończyła w 1992 z wyróżnieniem.
Jest kuzynką byłego sekretarza stanu USA Johna Kerry’ego i muzyka indie-rockowego Eda Droste’a z Grizzly Bear.
Jej starszą siostrą jest Maya Forbes, scenarzystka i reżyserka.
W czasie studiów na Harvardzie poznała Thomasa Lauderdale’a, pianistę o klasycznym wykształceniu. Zaprzyjaźnili się i regularnie muzykowali, Lauderdale grał, Forbes śpiewała.

## Kariera
Po ukończeniu studiów w 1992 Forbes przez kilka lat pracowała jako aktorka, występując w teatrze Off-Broadway w Nowym Jorku. Następnie została muzykiem, założyła zespół i nagrała solowy album.
Napisała muzykę do serialu telewizyjnego Słodkie zmartwienia i śpiewała w nim piosenkę Ordinary Girl. W napisach końcowych filmu Tatuaż śpiewała piosenkę Que Sera Sera.

### Solistka Pink Martini
Thomas Lauderdale w 1995 w Portland w stanie Oregon założył zespół Pink Martini; zaprosił Forbes by dołączyła do zespołu. Forbes odłożyła na bok rozwijającą się karierę piosenkarki i autorki tekstów, aby zostać solistką zespołu. W tym celu, po trzech latach dojazdów z Nowego Jorku, w 1998 przeprowadziła się do Portland, aby pracować w zespole na pełen etat. Forbes i Lauderdale wspólnie napisali hit zespołu Sympathique (Je ne Veux Pas Travailler) oraz wiele innych oryginalnych utworów zespołu.
China Forbes o twórczości Pink Martini:

Nasza muzyka jest bardzo przystępna dla ludzi w każdym wieku – dziadków, dzieci i wszystkich pomiędzy.

Wspólnie ze swoją siostrą Mayą Forbes napisała piosenkę Dosvedanya Mio Bombino. W lutym 2011 Forbes, z zespołem Pink Martini, nagrali wideo z pozdrowieniami dla włoskiego astronauty Europejskiej Agencji Kosmicznej Paolo Nespoli i rosyjskiego kosmonauty Aleksandra Kaleri na pokładzie Międzynarodowej Stacji Kosmicznej. Astronauci przygotowywali się do nadzorowania dokowania statku towarowego ESA Automatycznego Statku Transportowego ATV Johannes Kepler, które miało miejsce w dniu 24 lutego. Powitanie zostało ustawione na ścieżkę dźwiękową Dosvedanya Mio Bombino i zostało zmiksowane z materiałem filmowym z dokowania.

### Indywidualne występy
Oprócz pracy z Pink Martini wydała solowe albumy: Love Handle oraz '78, na którym znalazła się jej piosenka Hey Eugene w oryginalnej wersji. Występuje na albumie Michaela Feinsteina The Sinatra Project, śpiewając duet How Long Will It Last?. Nagrała dwie piosenki po francusku z Georgesem Moustakim na jego albumie Solitaire.
Forbes śpiewa w co najmniej dziesięciu różnych językach, w tym angielskim, hiszpańskim, włoskim, francuskim, portugalskim, greckim, arabskim i japońskim.
W 2022 roku została laureatką nagrody Elli Fitzgerald na Międzynarodowym Festiwalu Jazzowym w Montrealu.

## Dyskografia
- Love Handle (1995)
- '78 (Heinz Records, 2008)

Z zespołem Pink Martini
- Sympathique (Heinz Records, 1997)
- Hang on Little Tomato (Heinz Records, 2004)
- Hey Eugene! (Heinz Records, 2007)
- Splendor in the Grass (Heinz Records, 2009)
- Joy to the World (Heinz Records, 2010)
- Get Happy (Heinz Records, 2013)
- Je Dis Oui! (Heinz Records, 2013)

Z innymi wykonawcami
- Cruising Attitude, Dimitri from Paris (2003)
- Solitaire, Georges Moustaki (2008)
- The Sinatra Project, Michael Feinstein(inne języki) (2008)[15]